# 桂宮治「これが宮治でございます」
『桂宮治「これが宮治でございます」』（かつらみやじ これがみやじでございます）は、TBSラジオで2022年4月3日から日曜日5:30-6:00に生放送される、落語家の桂宮治によるフリートーク番組。

## 内容
同番組は、主に宮治自らのプライベートトーク（近況や家族のことなど）を中心に30分にわたり展開する。ゲストを呼ぶ回ではリスナーからのゲストにまつわるメールを紹介しながら、主として対談（ほぼ芸談）番組になる。
なお、番組後半が短縮されて協賛スポンサーのCM「これが宮治の宣伝マン」のコーナーが入る場合がある。この場合は協賛スポンサーの担当者と宮治の掛け合いで宣伝対象を紹介する。

## 登場したゲスト

### スタジオトークゲスト
スタジオにゲストとして出演する場合は原則前後編2回で登場する。
- 2023年
  - 3月12・19日 蝶花楼桃花
  - 4月9・16日 春風亭一之輔
  - 7月31・8月6日 林家つる子
  - 8月27・9月3日 立川小春志
  - 10月15日・10月22日 関根勤
  - 11月26日・12月3日 林家木久扇
  - 12月31日・2024年1月7日 桂伸治
- 2024年
  - 1月28日・2月4日 立川談春
  - 3月31日 ヤーレンズ
  - 4月28日 酒井一圭 （純烈）
  - 5月12日 立川晴の輔
  - 8月4日 本仮屋ユイカ
  - 9月15日 高橋徹（にゅうおいらんず）
  - 10月27日 三遊亭王楽
  - 11月17日 土屋伸之（ナイツ）
  - 12月29日・2025年1月5日 山田邦子
- 2025年
  - 3月16日 玉川太福
  - 5月4日 桂二葉
  - 6月1日 西川文野
  - 7月6日 三遊亭小笑

### 番組主催イベント
- 2023年
  - 2月22日 山里亮太　於・全電通ホール（全電通労働会館）
  - 8月11日 マキタスポーツ （会場同上）
- 2024年
  - 2月13日 関根勤（セシオン杉並）

## 関連番組
- 桂宮治のザブトン5（文化放送）